# Ірш
Ірш (нім. Irsch) — громада в Німеччині, розташована в землі Рейнланд-Пфальц. Входить до складу району Трір-Саарбург. Складова частина об'єднання громад Саарбург.
Площа — 15,21 км2. Населення становить 1546 ос. (станом на 31 грудня 2020).